# Slaget ved Boksum
Slaget ved Boksum (17. januar 1586) var et slag under Firsårskrigen mellem en spansk hær og en hollandsk oprørshær hovedsageligt bestående af frisere under ledelse af Steen Maltesen, en dansk officer.
Den 13. januar 1586 invaderede en spansk hær på omkring 3.000 soldater og 700 ryttere Frisland. Under fravær af William Louis, greve af Nassau-Dillenburg, en nevø af William af Orange og statholder af Frisland, håbede den spanske kommandant Francisco Verdugo, som havde sit hovedkvarter i Groningen, at bringe området tilbage under Spaniens kontrol. På grund af frostvejr var de frisiske søer ingen hindringer for invasionen, og det spanske artilleri kunne let bevæge sig ad de hårde veje.
Efter plyndringer i en del af Frisland besluttede kommandanten Johan Baptiste van Taxis af invasionshæren at trække sig tilbage, fordi tøvejr truede med at afskære ham fra sin base i Groningen. I mellemtiden havde friserne samlet en hær med en kerne af professionelle soldater og et større antal frisiske frivillige. Maltesen besluttede at forskanse sig ved landsbyen Boksum. Da spansk kavaleri imidlertid dukkede ud af tågen, overraskede det rebellernes styrke midt under deres halvfærdige skansebyggeri om morgenen den 17. januar. Oprørerne gik i panik, og deres hær gik i opløsning. Maltesen endte i spansk fangenskab, men da han imidlertid straks efter blev kaldt hjem af Frederik 2., var spanierne så venlige at give ham friheden.

## Antal dødsfald; håndteringen af krigsbyttet
Det samlede antal af dødsfald under denne kamp skønnes at have været omkring 1000. Dog er det mere sandsynlig at antallet af dødsfald lå mellem 400-500. De spanske tab var meget lave.
Som følge af stigende temperaturer forvandledes vejene til mudder, og den spanske hær efterlod til sidst hele sit bytte og nogle af sine tunge våben, da de vendte tilbage til deres base i Groningen.

## Arkæologi
I marts 2016 blev der fundet en grav med nogle knogler under Pypsterbuorren, en gade nord for Boksum. Desuden blev der fundet keramiske genstande og en kranie med en kuglehul som peger på slaget ved Boksum. Det er uklart, om denne grav var en del af en defensiv struktur, hvor soldaterne blev dræbt eller senere massegrav, hvor de efterfølgende blev dumpet i af landsbyboerne. Det er heller ikke klart, på hvilken side de faldne soldater kæmpede. Muligvis vil der blive udført nogle DNA-undersøgelser som kan fastslå om de var spanske eller frisiske. Desuden var skudhullet på toppen af kraniet, som fortæller noget om den kamphændelse, men kuglen blev ikke fundet.